# OSC Bremerhaven
Der OSC Bremerhaven (Olympischer Sport-Club Bremerhaven von 1972 e. V.) ist ein Sportverein in Deutschland mit rund 3000 Mitgliedern für Aikido, American Football, Badminton, Basketball, Billard, Cheerleading, Fitness, Freizeitsport, Fußball, Futsal, Handball, Judo, Jiu-Jitsu, Ju-Jutsu, Karate, Leichtathletik, Schießen, Schwimmen, Tanzsport, Tennis, Tischtennis, Triathlon, Turnen und Volleyball. Zudem bietet der Verein ein umfangreiches Kursprogramm auch für Nichtmitglieder an. Durch sein vielfältiges Angebot hat der Verein die Möglichkeit in verschiedenen Bereichen auch inklusiven Sport anzubieten und ist Stützpunktverein für Integration im Sport.

## Sportstätten
Heimat des Vereins ist das im Norden gelegene städtische Nordsee-Stadion von 1975, das dem Verein zur Nutzung überlassen wurde. 2019 wurde ein Sanierungskonzept vorgelegt und bis 2026 soll das Stadion durch die Stadt saniert werden.
Weiterhin existieren noch zwei Kunstrasenplätze, ein Tennisplatz sowie eine Außenanlage für den Freizeitsport auf der Shuffleboard, Boule, Sommerstockschießen und Schach gespielt werden kann. Zudem sind mehrere Hallen an das Stadion angegliedert, in denen fast alle Sportarten ausgeführt werden können.
Seit 2010 verfügt die große Halle über eine aufziehbare Sitztribüne, auf der bis zu 300 Personen Platz finden. Das direkt angegliederte Bad 3 der Bädergesellschaft Bremerhaven wird als einziges Wettkampfbad durch die Abteilungen des Vereins genutzt.

## Geschichte
1972 erfolgte durch Fusion mehrerer Bremerhavener Vereine die Gründung des Großvereins OSC Bremerhaven. Dazu gehörten geordnet nach Gründungsdatum
- der TVB (Turnverein Bremerhaven) von 1859 als Vorgängerverein des ATSB, der von Justus Lion und 64 Männern 1859 gegründet wurde;
- der TuS Bremerhaven 93 von 1893 trat 1974 über;
- der ATSB (Allgemeiner Turn- und Sportverein Bremerhaven) von 1919 war Mitgründer des OSC;
- der PSV (Polizei Sport Verein (Unterweser)) von 1923 war Mitgründer des OSC;
- der JC (Judo-Club) Bremerhaven von 1955 fusionierte 1975;
- der TGC „Blau-Gold“ Bremerhaven von 1955
- der 1. Deutsch-Amerikanischer Sport- und Footballclub Bremerhaven Seahawks von 1979 fusionierten 1987
- der 1. BSV (Billard-Sportverein Bremerhaven) von 1988 trat 1988 über;

Der Vorgängerverein, der TVB, wurde 1859 als erster Turnverein an der Unterweser gegründet. Daraus entstand später der ATSB. Am 10. Juli 1974 traten sämtliche Sportler vom bekannten TuS Bremerhaven 93 zum OSC über, mit Ausnahme der Ligaelf.

## Fußball

### Herren
Die 93er Mannschaft spielte noch drei weitere Jahre unter dem alten Namen weiter und sicherte sich 1977 nach der Oberligameisterschaft den Aufstieg in die 2. Bundesliga. Dann trat auch sie in den OSC ein und die Fußballmannschaft spielte als OSC in der Saison 1977/78 in der 2. Bundesliga. Sie stiegen in derselben Saison als 19. wieder in die Oberliga ab. Nach einem Wiederaufstieg folgte ein erneuter Abstieg aus der 2. Fußball-Bundesliga, Saison 1979/80. In der Saison 1984/85 erreichte sie nur den vorletzten 17. Tabellenplatz, und stieg ab in die viertklassige Verbandsliga Bremen.

1988 wurde der OSC Bremerhaven in der Verbandsliga Bremen 1987/88 nur Tabellenletzter und stieg ab in die fünftklassige Landesliga.

1990 gelang die Rückkehr in die Verbandsliga, doch trotz der Vizemeisterschaft 1990/91 zog sich der OSC Bremerhaven nach der Saison freiwillig in die sechstklassige Bezirksliga zurück. Im Sommer 1996 gelang der Rückkehr in die mittlerweile nur noch fünftklassige Verbandsliga Bremen, in der die Mannschaft bis einschließlich der Saison 2018/19 spielte. 2009/10 wurde die Mannschaft nur für kurze Zeit als REDS (Vereinsfarben) bezeichnet.  2018/19 landete der OSC  auf dem vorletzten Tabellenplatz und stieg wieder in die Landesliga ab. Hier gewann sie in der folgenden Saison  die Meisterschaft und stieg auf.  2021/22 erreichten der OSC den dritten Platz. Die Saison 2022/23 beendete der OSC Bremerhaven auf dem vierten Platz trat in der Aufstiegsrunde zur Regionalliga Nord an, konnte sich dort aber nicht durchsetzen.
Die größten Erfolge im Bremer Landespokal waren die Pokalsiege 1981 (4:0 gegen TS Woltmershausen) und 1984 (3:1 gegen die Amateure des SV Werder Bremen).
Dadurch nahm der OSC Bremerhaven auch zweimal am DFB-Pokal teil: in der Saison 1981/82 schied man in der ersten Runde mit 2:3 n. V. bei den Amateuren des 1. FC Köln aus. 1984/85 scheiterte der OSC ebenfalls in der ersten Runde, dieses Mal mit 0:4 gegen Werder Bremen.

### Futsal
Ab der Saison 2017/18, bis zum Abstieg 2018/19 in die Verbandsliga, nahmen die Futsal-Spieler des OSC in der damals höchsten deutschen Spielklasse, der Futsal-Regionalliga Nord, teil. In der Saison 2022/23 stiegen die Olympischen aus Bremer Verbandsliga (III) in die Stadtliga Bremen (IV) ab.

### Jugend
Die 1. Jugendmannschaften der Altersklassen spielen in:
- C-Junioren: Landesliga
- D-Junioren: Bezirksliga

### Frauen
Die Frauenmannschaft des OSC Bremerhaven spielt aktuell in der Bezirksliga. 2010/11 wurde das Team Landesliga-Meister. 2012/13 konnte in der Verbandsliga die Vizemeisterschaft errungen werden. 2016/17 erreichten die OSC-Frauen des Finale des Bremer Landespokals, mussten sich aber dem ATS Buntentor mit 0:9 geschlagen geben.

## Eisbären Dance-Team
Das halbprofessionelle Danceteam der Damen ist über die Grenzen von Bremerhaven bekannt. Zu den erworbenen Titeln und Höhepunkte gehören:
- die Europameisterschaft 2007
- die Europameisterschaft 2008 im Production Dance
- die Landes- und Regionalmeisterschaft im Hip-Hop 2008
- die Finalteilnahme an den Weltmeisterschaften in Orlando in Florida 2007
- als Danceteam der Basketballnationalmannschaft
- als Rahmenprogramm für die Harlem Globetrotters, beim Davis Cup und bei Werder Bremen.